# Pueblo nagäsé
Los nagäsé son un grupo étnico lágido que vivía en la costa oriental u occidental del río Paraguay, muy cerca del río Confuso hasta el Pilcomayo.

## Historia
Es una etnia Lágida endémica del Paraguay, cuya economía era basada en la pesca, en su mayoría, que más tarde fueron nombrados por Alvar Nuñez Cabeza de Vaca o por Gonzalo de Mendoza durante la época colonial paraguaya, se sabe que tuvieron alianza con los Yapirúes o con los Yshyres para luchar contra sus enemigos los Agaces y Kaiowas. Durante la época colonial ayudaron a los españoles para matar a los Guaraníes Paranaygua o contra los Payaguaes, otro servicio de los Nagäses con los españoles fue la venta de esclavos que serían en su mayoría Naperús. Sus descendientes actuales son una mezcla de europeos españoles y los Nagäsés.